# San Juan Jabloteh
El San Juan Jabloteh Football Club es un club de fútbol de Trinidad y Tobago de la ciudad de Puerto España. Fue fundado en 1974 y se desempeña en la TT Pro League.

## Uniforme
- Uniforme titular: Camiseta verde, pantalón negro, medias rojas.
- Uniforme alternativo: Camiseta roja, pantalón y medias negras.

## Palmarés

### Torneos nacionales
- TT Pro League (4): 2002, 2003, 2007, 2008
- Copa Trinidad y Tobago (2): 1998, 2005
- First Citizens Cup (2): 2000, 2003
- Digicel Pro Bowl (3): 2003, 2005, 2006
- TOYOTA Classic (1): 2008

### Torneos internacionales
- Campeonato de Clubes de la CFU (1): 2003

## Participación en torneos internacionales
- Campeonato de Clubes de la CFU 1998:

Cuartos de final v.  Aiglon du Lamentin – 0:2
- Campeonato de Clubes de la CFU 2003

Semifinales v.  Arnett Gardens – 3:1, 3:1
Final v.  W Connection – 2:1, 2:1
- Copa de Campeones de la Concacaf 2004

Cuartos de final v.  Chicago Fire – 5:2, 0:4
- Campeonato de Clubes de la CFU 2005

Primera ronda v.  Walking Bout Company – 3:1, 0:0
Semifinales v.  Tivoli Gardens – 1:1, 0:1
- campeonato de Clubes de la CFU 2006

Fase de grupos v.  SAP – 4:0
Fase de grupos v.  SV Britannia – 8:0
Fase de grupos v.  New Vibes – 5:0
Semifinales v.  Baltimore – 2:0
Final v.  W Connection – 0:1
- Campeonato de Clubes de la CFU 2007

Fase de grupos v.  CSD Barber – 5:0
Fase de grupos v.  SV Deportivo Nacional – 5:1
Cuartos de final v.  Baltimore – 1:0
Semifinales v.  Harbour View – 0:0 (9:10 en penales)
Tercer lugar v.  Puerto Rico Islanders – 0:1, 0:0
- Campeonato de Clubes de la CFU 2009

Segunda Ronda v.  Inter Moengotapoe – 2:1, 3:1
Semifinales v.  W Connection – 1:2
Tercer Lugar v.  Tempête – 2:1
- Liga de Campeones de la Concacaf 2009-10

Ronda Preliminar v.  San Francisco F.C. – 0:2, 3:0
Fase de grupos v.  Deportivo Toluca – 0:1, 0:3
Fase de grupos v.  D.C. United – 0:1, 1:5
Fase de grupos v.  Marathón – 1:3, 2:4
- Campeonato de Clubes de la CFU 2010

Segunda Ronda v.  Alpha United – 2:0
Segunda Ronda v.  River Plate – 1:0
Ronda Final v.  Joe Public – 0:1
Ronda Final v.  Bayamón – 4:1
Ronda Final v.  Puerto Rico Islanders – 0:1
- Liga de Campeones de la Concacaf 2010-11

Ronda Preliminar v.  Santos – 0:1, 0:5

## Jugadores

### Jugadores notables del club
- Richard Chinapoo (1977-1978)
- Marvin Andrews (1995-96)
- Kelvin Jack (2001-04)
- Ansil Elcock (2001-2002)
- Cornell Glen (2002-04) (2007)